# NCSM Whitehorse
Pour les articles homonymes, voir White Horse.
Le NCSM Whitehorse (MM 705) est un navire de défense côtière canadien de la classe Kingston.
Le Whitehorse a été mis en chantier le 26 juillet 1996 au chantier naval The Halifax Shipyard situé à Halifax. Lancé le 24 février 1997, il est affecté aux Forces maritimes du Pacifique depuis le 17 avril 1998.
Il porte le nom de la ville de Whitehorse au Yukon.